# Branka
Branka (Duits: Galtenhof) is een dorp in de Tsjechische gemeente Halže, in de okres Tachov. Branka ligt ten westen van Tachov en ten oosten van de grensovergang met Duitsland nabij Bärnau.
Branka werd na de Dertigjarige Oorlog gebouwd in het grensbos ten westen van de stad Tachov, samen met andere verstrooide nederzettingen zoals Ringelberg. De eerste "Waldhäusl"-nederzettingen werden opgericht onder leiding van Baron Johann Philipp Husmann, maar de eigenlijke nederzetting van het dorp Branka begon pas na zijn dood, rond 1664. Het dorp werd gegroepeerd rond het 8 hectare grote meertje Olšový rybník (Duits: Erlenweiher), en wordt in het Theresische Kadaster van 1713 geregistreerd als "Waldhäusler Galtenhoff Ihrl Weyher". Het dorp bestond toen uit 9 huizen.
In 1939 telde het dorp 549 inwoners. Na de Tweede Wereldoorlog werd de complete Duitstalige bevolking verdreven. Tegenwoordig telt Branka 51 inwoners.